# Magne Thomassen

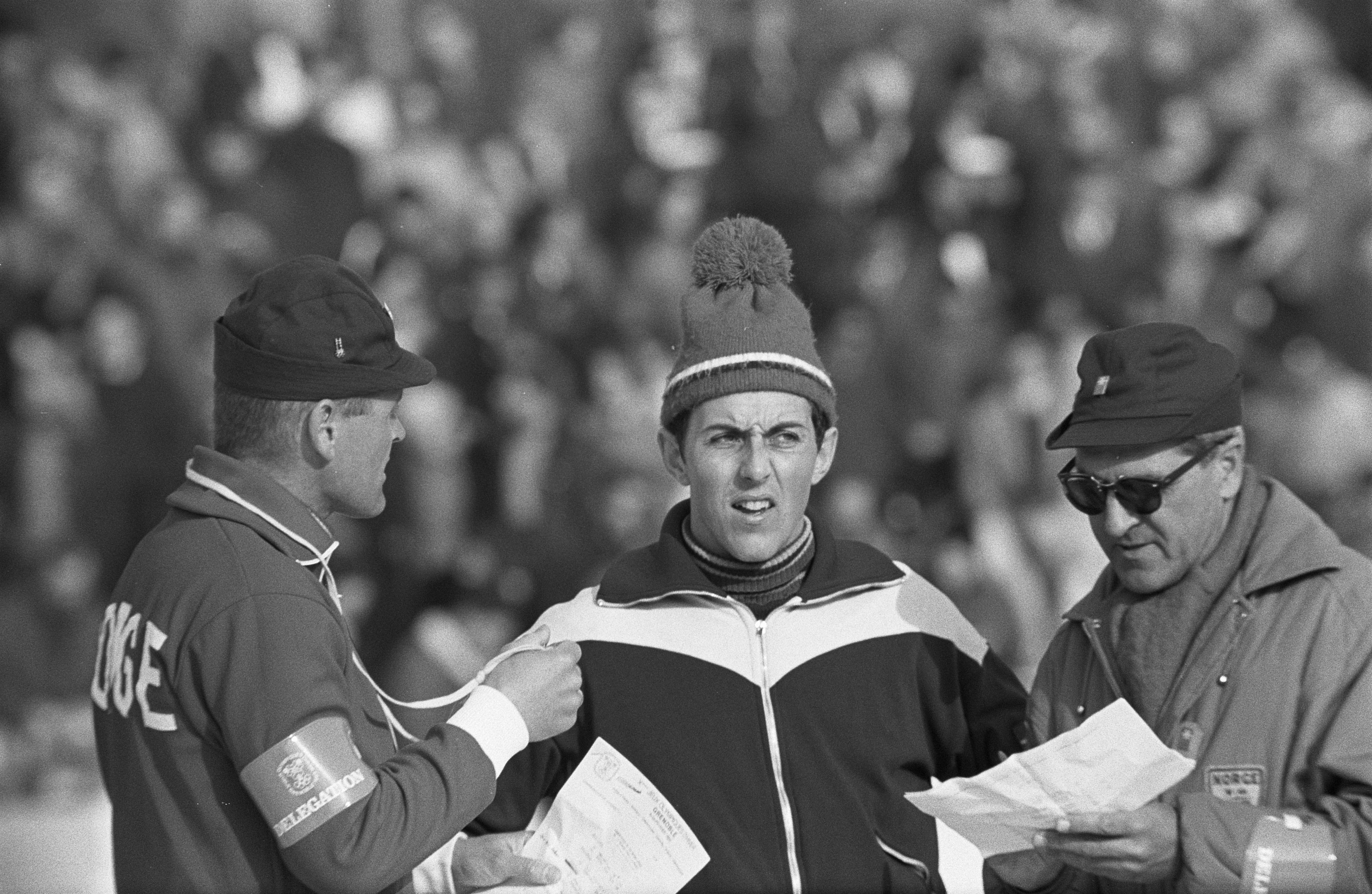
Magne Thomassen, Olympische Winterspiele 1968

Magne Arnfinn Thomassen (* 1. Mai 1941 in Melhus, Sør-Trøndelag) ist ein ehemaliger norwegischer Eisschnellläufer. Er nahm zwischen 1962 und 1972 an internationalen Wettkämpfen teil.
Thomassen wurde norwegischer Allround-Meister des Jahres 1968 (Gesamtwertung der Rennen über 500 m, 1500 m, 5000 m und 10.000 m). Im selben Jahr gewann er bei den X. Olympischen Winterspielen in Grenoble die Silbermedaille über 500 m, hinter Erhard Keller und zeitgleich mit Richard McDermott.
Bei den Mehrkampf-Weltmeisterschaften 1968 und 1970 wurde er jeweils Zweiter, bei den Sprintweltmeisterschaften 1970 gewann er die Bronzemedaille. 1970 und 1971 wurde er außerdem norwegischer Sprint-Meister.
Am 5. Februar 1972 erzielte Thomassen in Davos über 1500 m eine Zeit von 2:02,5 min und stellte damit einen neuen Weltrekord auf. Dieser wurde jedoch bereits zwei Tage später durch Cornelis Verkerk übertroffen.